# Лос-Гуатусос (заповедник)
Заповедник дикой природы "Лос-Гуатузос" (исп. Refugio de Vida Silvestre Los Guatuzos) имеет площадь 437,5 км2 (170 кв. миль)  и расположен к югу от озера Никарагуа и к западу от реки Сан-Хуан. Лос-Гуатусос — охраняемая территория, состоящая из тропических водно-болотных угодий, дождевых лесов и заповедников дикой природы. Это единственная зарегистрированная в международных уровнях охраняемая тропическая водно-болотная территория в Никарагуа.
Объект внесен в каталог ЮНЕСКО как биосферный заповедник и входит в список водно-болотных угодий международного значения, согласно Рамсарской конвенции. На территории заповедника находится Экологический центр Лос-Гуатусос — исследовательский центр, который предлагает организованные экскурсии, туры и размещение на территории парка. Также здесь есть ферма бабочек, питомник черепах и кайманов, а также выставка орхидей, которая содержит 92 различных вида этого растения.

## Флора и фауна
Лос-Гуатусос имеет обширную флору и фауну. Число установленных видов птиц, обитающих в заповеднике — более 389, не считая тысяч перелетных птиц, которые часто посещают заповедник. Среди часто встречающихся животных можно отметить кайманов, крокодилов, ягуаров, обезьян и диких свиней. В водах заповедника обитают древние виды рыб, но увидеть их удается редко. Мексиканский панцирник (Atractosteus tropicus) имеет зубы и рыло, которые помогают ему эффективно поедать другие виды рыб, а также черепах и крабов.
В общем, в парке обитает 81 вид земноводных, 136 видов рептилий и 42 вида млекопитающих .
Всего по территории заповедника протекает двенадцать рек. На их берегах произрастает 315 видов растений, включая 130 видов орхидных.